# 아스비르닝
아스비르닝 일족(아이슬란드어: Ásbirningar)은 중세 아이슬란드 자유국의 강력한 씨족 중 하나이다. 12세기에서 13세기에 걸쳐 아이슬란드 북부 스카가표르두르를 지배했다. 1246년 하우그스네스 전투에서 패배하여 멸망하였다. 아스비르닝 일족의 주요 인물로는 시인 콜베인 투마손, 콜베인 투마손의 조카 콜베인 웅기 아르노르손, 학자 잉군 아르노르스도티르가 있다.